# Асилтюрк, Огузхан
Огузхан Асилтюрк (тур. Oğuzhan Asiltürk, 25 мая 1935 — 1 октября 2021) — турецкий политик. Занимал посты министра промышленности и технологий, министра внутренних дел, а также председателя исполнительного совета партии счастья.

## Биография
Окончил среднюю школу в Малатье и инженерный лицей при Стамбульском техническом университете. После этого работал консультантом и инженером.
В 1973 году был избран членом Великого национального собрания от Анкары. В 1974, а также с 1975 по 1977 годы занимал пост министра внутренних дел. В 1977-78 годах — министра промышленности и технологий. После переворота 1980 года ему было запрещено в течение 10 лет. Запрет был снят после конституционного референдума 1987 года, после этого он был избран генеральным секретарём партии благоденствия. В 1991 году был снова избран в Великое национального собрания, на этот раз от ила Малатья. Вступил в партию добродетели, членом которой оставался до 2002 года.
После смерти Неджметтина Эрбакана вступил в партию счастья и возглавил её исполнительный совет. 13 сентября 2021 года был доставлен в Анкарскую билькентскую городскую больницу с дыхательной недостаточностью, вызванной COVID-19. 1 октября 2021 года умер от сердечного приступа. Похоронен на кладбище Джебеджи Асри.

### Личная жизнь
Женат на Севинч Асилтюрк, у них четверо детей.